# IC 4784
IC 4784 је лентикуларна галаксија у сазвјежђу Паун која се налази на листи објеката дубоког неба у Индекс каталогу.
Деклинација објекта је - 63° 15' 34" а ректасцензија 18h 52m 48,0s. Привидна величина (магнитуда) објекта IC 4784 износи 12,7 а фотографска магнитуда 13,7. Налази се на удаљености од 58,325 милиона парсека од Сунца. IC 4784 је још познат и под ознакама ESO 104-20, AM 1848-631, IRAS 18479-6319, PGC 62527.